# Karklobben
Karklobben är en ö i Finland.   Den ligger i den ekonomiska regionen  Sydösterbotten och landskapet Österbotten, i den sydvästra delen av landet, 300 km nordväst om huvudstaden Helsingfors.
Terrängen på Karklobben är varierad.  I omgivningarna runt Karklobben växer i huvudsak blandskog.